# الجوادية (الدقهلية)
قرية الجوادية هي إحدى القرى التابعة لمركز بلقاس في محافظة الدقهلية في جمهورية مصر العربية. حسب إحصاءات سنة 2006، بلغ إجمالي السكان في الجوادية 6467 نسمة، منهم 3362 رجل و3105 امرأة.